# 米什卡鄉
46°36′N 21°36′E / 46.6°N 21.6°E
米什卡鄉（羅馬尼亞語：Comuna Mișca, Arad），是羅馬尼亞的鄉份，位於該國西部，由阿拉德縣負責管轄，面積108平方公里，海拔高度89米，2011年人口3,733，人口密度每平方公里33人。